# المختار (مجلة أطفال)
مجلة المختار هي مجلة عربية تُوجَّه للأطفال. سعر المجلة 100 قرش مصري. لا تتضمن النشرة قصصاً ولا رسوم مصورة. جميع صفحات المجلة بالأبيض والأسود عدا الغلافين. تخلو النشرة من الإعلانات ولا تباع.

## المحتوى
تتناول المجلة مجالات مختلفة مثل الثقافة، العلوم، التاريخ والرياضة. تحتوي على قسم لمساهمات الأطفال. وتعتمد أيضاً على الإعلانات.

## هيئة التحرير
رئيس التحرير: سمير سرحان
مستشار التحرير: أحمد زكي وماهر الدهبي
مدير التحرير: عبد المنعم الأشنهي

### الهيئة الاستشارية
أحمد نجيب: مصر
ود أحمد نوار: مصر
ود بهية الجشي: البحرين
حسناء مكداش: فلسطين
سعد عبد الرحمن: مصر
ود سمير سرحان: مصر
ود كافية رمضان: الكويت
محمد سعيد طيب: السعودية
مرسي سعد الدين: مصر
نفيسة عابد: مصر
نعم الباز: مصر